# Ogura Yuko
Ogura Yūko (小倉 優子 Ogura Yūko, Tiểu Thương Ưu Tử) sinh ngày 1 tháng 11 năm 1983 tại Mobara, huyện Chiba, là một thần tượng áo tắm và người mẫu Nhật Bản. Ở Nhật Bản, cô chủ yếu được gọi bằng biệt danh Yūkorin (ゆうこりん).
Cô được biết đến với bài hát "Onna no Ko ♥ Otoko no Ko" (オンナのコ♥オトコのコ: Girls・Boys). Đây là bài hát kết thúc của anime School Rumble.

## Tiểu sử
Ogura Yuko sinh ngày 1/11/1983, là Gravure idol ở Nhật Bản, trực thuộc Baraetiaidoru Avila. Cô tốt nghiệp trường trung học Tougane tại Chiba. Về nghệ thuật, tốt nghiệp trung học Higashikana Chiba.
Năm 2000, cô được lựa chọn và trở thành thần tượng áo tắm trong những tạp chí đàn ông. Ogura Yuko được biết đến như một người mẫu ca sĩ của dòng nhạc J-pop. Cô từng tham gia cuộc thi Japanese Idol (Thần tượng Nhật Bản) nên được khá nhiều khán giả biết đến. Ogura Yuko hiện 27 tuổi nhưng sự mến mộ mà cô có được là do vẻ ngoài ngây thơ và trong sáng của một nữ sinh trung học.